# Hassan Nader
Hassan Nader (ara. حسان ناظر) (Casablanca, 8. srpnja 1965.) je marokanski umirovljeni nogometaš i bivši nacionalni reprezentativac. Većinu svoje nogometne karijere proveo je u Portugalu dok je u dresu Farensea zabio preko stotinu prvenstvenih pogodaka.

## Karijera
Igrač je karijeru započeo u Wydad Casablanci dok 1990. potpisuje za španjolsku RCD Mallorcu. Nakon što je klub završetkom sezone 1991./92. ispao iz La Lige kao posljednji na tablici, Nader napušta Baleare te odlazi u portugalski Farense.
U novom klubu Hassan je u sezoni 1994./95. zabio 21 pogodak zbog čega mu je dodijeljena Bola de Prata za najboljeg strijelca prvenstva. Nakon toga odlazi u lisabonsku Benficu u kojoj provodi dvije godine. 1997. vraća se u Farense gdje je i završio klupsku karijeru.
Nader je za marokansku reprezentaciju debitirao 1987. godine te je s njome nastupio na Afričkom Kupu nacija 1992. te Svjetskom prvenstvu 1994. u SAD-u. Upravo je na Mundijalu zabio pogodak u susretu protiv Nizozemske tijekom grupne faze natjecanja.

## Osvojeni trofeji

### Individualni trofeji
| Trofej        | Godina |
| ------------- | ------ |
| Bola de Prata | 1995.  |